# اوکروگلیتسا (ترستنیک)
اوکروگلیتسا (به صربی: Okruglica) یک منطقهٔ مسکونی در صربستان است که در Trstenik واقع شده‌است. اوکروگلیتسا ۲۶۱ نفر جمعیت دارد.